# Kroger Field
O Kroger Field é um estádio localizado em Lexington, Kentucky, Estados Unidos, possui capacidade total para 61.000 pessoas, é a casa do time de futebol americano universitário Kentucky Wildcats football da Universidade do Kentucky. O estádio foi inaugurado em 1973.